# Dominikanske Republiks håndboldlandshold (damer)
Dominikanske republiks håndboldlandshold er det dominikanske landshold i håndbold for kvinder. De er reguleret af Federacion Dominicana de Balonmano og deltager i internationale konkurrencer.

## Resultater

### VM
- 1993 – 22.-plads
- 2013 –  23.-plads

### Panamerikamesterskabet
- 2007 –  Bronze
- 2009 – 4.-plads
- 2011 – 6.-plads